# Juilly, Côte-d'Or
Juilly är en kommun i departementet Côte-d'Or i regionen Bourgogne-Franche-Comté i östra Frankrike. Kommunen ligger i kantonen Semur-en-Auxois som tillhör arrondissementet Montbard. År 2022 hade Juilly 41 invånare.

## Befolkningsutveckling
Antalet invånare i kommunen Juilly
Referens:INSEE